# Mesargus carinata
Mesargus carinata är en insektsart som beskrevs av Rao,k. och K. Ramakrishnan 1979. Mesargus carinata ingår i släktet Mesargus och familjen dvärgstritar. Inga underarter finns listade i Catalogue of Life.